# Hilda Horak
Hilda Horak (* 8. Dezember 1914; † 19. September 1995) war eine slowenische Pianistin, Musikpädagogin und Komponistin polnischer Herkunft.
Horak studierte in Leipzig bei Robert Teichmüller und in Budapest bei Margit Varró. Als deren Assistentin kam sie nach Zürich, wo sie die Diplome in den Fächern Klavier bei Eduard Ruefenacht und Musiktheorie bei Willi Schuh erlangte. Schließlich studierte sie in Zagreb bei Svetislav Stančič und in Ljubljana bei Janko Ravnik.
Hier wurde 1944 ihre Tochter Marina Horak geboren, die ebenfalls als Pianistin bekannt wurde. Von 1945 bis 1974 unterrichtete sie an der Musikakademie von Ljubljana. Neben ihrer Tochter zählten zu ihren
Schülern die Pianisten Aci Bertoncelj, Igor Dekleva und Primož Lorenz, die Komponisten Vladimir Lovec, Janez Matičič und Blaženka Arnič und die Dirigenten Boris Švara und Lovro Arnič. Horak komponierte u. a. Etüden auf ein Thema von Paganini für Klavier (1984).